# Viviana Serna
Viviana Serna Ramírez (Cali, 26 de agosto de 1990) es una actriz colombiana conocida principalmente por interpretar a Cristina en la serie El señor de los cielos. Basa su residencia entre Ciudad de México y Los Ángeles.

## Biografía
Viviana Serna Ramírez (26 de agosto de 1990, Cali, Valle del Cauca Colombia) ha vivido en Armenia, México, Palo Alto en California y Bogotá. A esta última ciudad llegó en 2008 y de inmediato continuó con sus estudios de actuación, baile y pintura que había iniciado en Armenia, Quindío.
Paralelo a sus estudios desarrolló un pregrado de Diseño en La Universidad de Los Andes.
Ha hecho proyectos en teatro, cine y televisión, compartiendo escenarios con grandes actores y bajo la dirección de reconocidos directores. En el 2016 Ganó el premio a mejor actriz de reparto en el Scottsdale international film festival por su papel de "Giselle" en la película Between Sea and Land
Reside en Ciudad de México.

## Filmografía

### Televisión
| Año       | Título                                        | Personaje                         |
| --------- | --------------------------------------------- | --------------------------------- |
| 2010      | Niñas mal                                     | Internada                         |
| 2011      | La bruja                                      | Solita                            |
| 2011      | Confidencial                                  | Patricia                          |
| 2012      | Escobar: El patrón del mal                    | Patricia Urrea de Escobar (joven) |
| 2012      | La ruta blanca                                | Janeth                            |
| 2012-2013 | ¿Quién eres tú?                               | Gabriela Esquivel                 |
| 2013      | La Madame                                     | Bryan Pinto                       |
| 2014      | La ronca de oro                               | Cecilia Hincapié                  |
| 2014      | La viuda negra                                | Karla Otálvaro                    |
| 2014      | Señora Acero                                  | Lupita                            |
| 2015      | El señor de los cielos                        | Cristina Salgado                  |
| 2016      | Por siempre Joan Sebastian                    | Nora / La Palomita                |
| 2016      | Entre correr y vivir                          | Conchita Rodríguez de la Vega     |
| 2016      | 40 y 20                                       | Martha                            |
| 2017      | Drunk History: El lado borroso de la historia | Manuelita Saenz                   |
| 2017      | Guerra de ídolos                              | Belinda Guerrero                  |
| 2020      | Narcos: Mexico                                | Guadalupe Palma                   |
| 2021      | Amarres                                       |                                   |
| 2021      | Mil colmillos                                 | Amparo                            |
| 2022      | Supertitlán                                   | Kelly                             |
| 2023      | Las pelotaris 1926                            | Rosa                              |
| 2025      | La Vorágine                                   | Alicia Carranza                   |

## Cine
| Año  | Título               | Personaje |
| ---- | -------------------- | --------- |
| 2016 | Between Sea and Land | Gisele    |
| 2018 | Tramposos con suerte |           |

## Conducciones
| Año  | Título                          | Rol          |
| ---- | ------------------------------- | ------------ |
| 2006 | 6 Grados Club                   | Presentadora |
| 2010 | Festival iberoamérico de teatro | Presentadora |
| 2014 | Pony Retos 2                    | Presentadora |